# Joseph Gredt

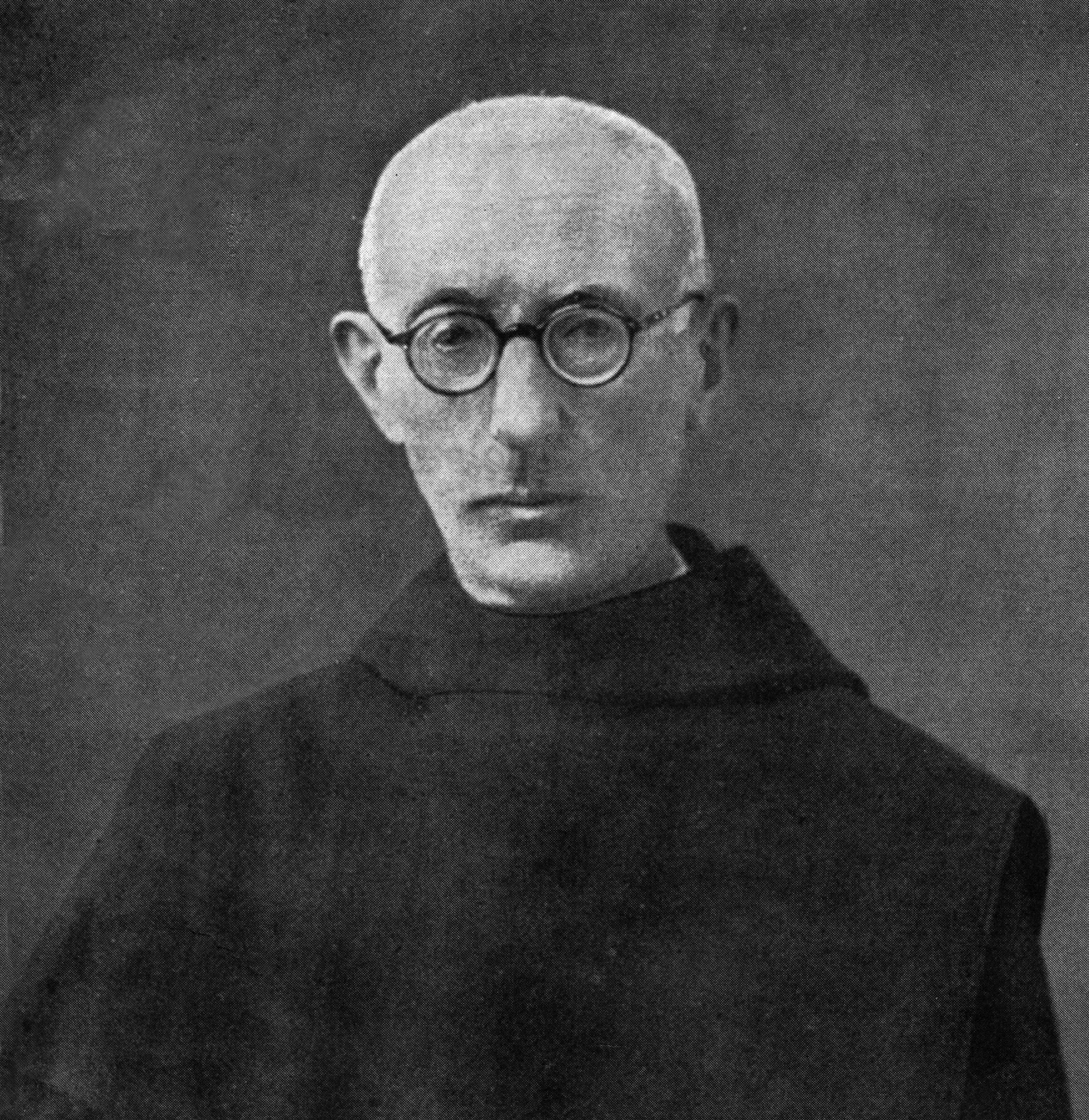
Joseph Gredt

Joseph Gredt OSB (* 30. Juli 1863 als Auguste Gredt in Luxemburg-Stadt; † 20. Januar 1940 in Rom) war ein luxemburgischer Benediktiner, Philosoph, Autor und Professor für Philosophie in Rom.

## Leben und Werk
Auguste Gredt war der älteste Sohn Nicolas Gredts, der Gymnasiumdirektor, Philologe und Autor (Sagenschatz des Luxemburger Landes, 1883) in Luxemburg war. Nach seinen klassischen Studien am hauptstädtischen Athenäum trat Auguste Gredt ins Priesterseminar Luxemburgs ein und empfing 1886 die Priesterweihe im Mariendom seiner Geburtsstadt.
Ab 1886 studierte er in Rom und lebte am Priesterkolleg Santa Maria dell’Anima. Nach seiner Promotion in Theologie im Jahre 1888 am römischen Collegium Divi Thomae, zog der junge Weltpriester nach Innsbruck, um bei Gustav Bickell altsemitische Sprachen sowie christliche Archäologie zu studieren. Er änderte jedoch bald seine Pläne und trat 1889 in die Benediktiner-Abtei Seckau (Steiermark) ein. Dort legte Joseph Gredt am 18. Mai 1891 seine Profess ab.
1896 wurde er nach Rom berufen, wo er bis 1939 als Professor für Philosophie am Collegium Anselmianum (ab 1933/34: Pontificium Athenaeum Anselmianum) lehrte. 1908 wurde er als Mitglied in die Päpstliche Akademie des hl. Thomas von Aquin in Rom aufgenommen.
Sein Lehrbuch Elementa philosophiae aristotelico-thomisticae (2 Bände; Rom, 1899–1901), das wegen seiner Gründlichkeit und Systematik als ein Standardwerk des Neo-Thomismus gilt, machte ihn im katholischen Akademikermilieu bekannt. Sieben Auflagen erschienen zu seinen Lebzeiten.
Pater Joseph Gredt starb am 20. Januar 1940 im Anselmianum und wurde in der Gruft seines Ordens auf dem römischen Friedhof Campo Verano beigesetzt.

## Werke (Auswahl)
- Die aristotelisch-thomistische Philosophie. 2 Bände:
  - Bd. I: Logik und Naturphilosophie. Herder, Freiburg im Breisgau 1935.
  - Bd. II: Metaphysik und Ethik. Herder, Freiburg im Breisgau 1935.
  - Neuausgabe: Ontos, Heusenstamm 2012 (Editiones scholasticae, Bd. 16 & Bd. 17).
- Unsere Außenwelt. Eine Untersuchung über den gegenständlichen Wert der Sinneserkenntnis. Tirolia, Innsbruck 1921.
- zusammen mit sechs Co-Autoren: Probleme der Gotteserkenntnis. In: Veröffentlichungen des katholischen Institutes für Philosophie. Albertus-Magnus-Akademie, Köln 1928, Band 2, Heft 3.